# Evangelische Kirche (Markershausen)

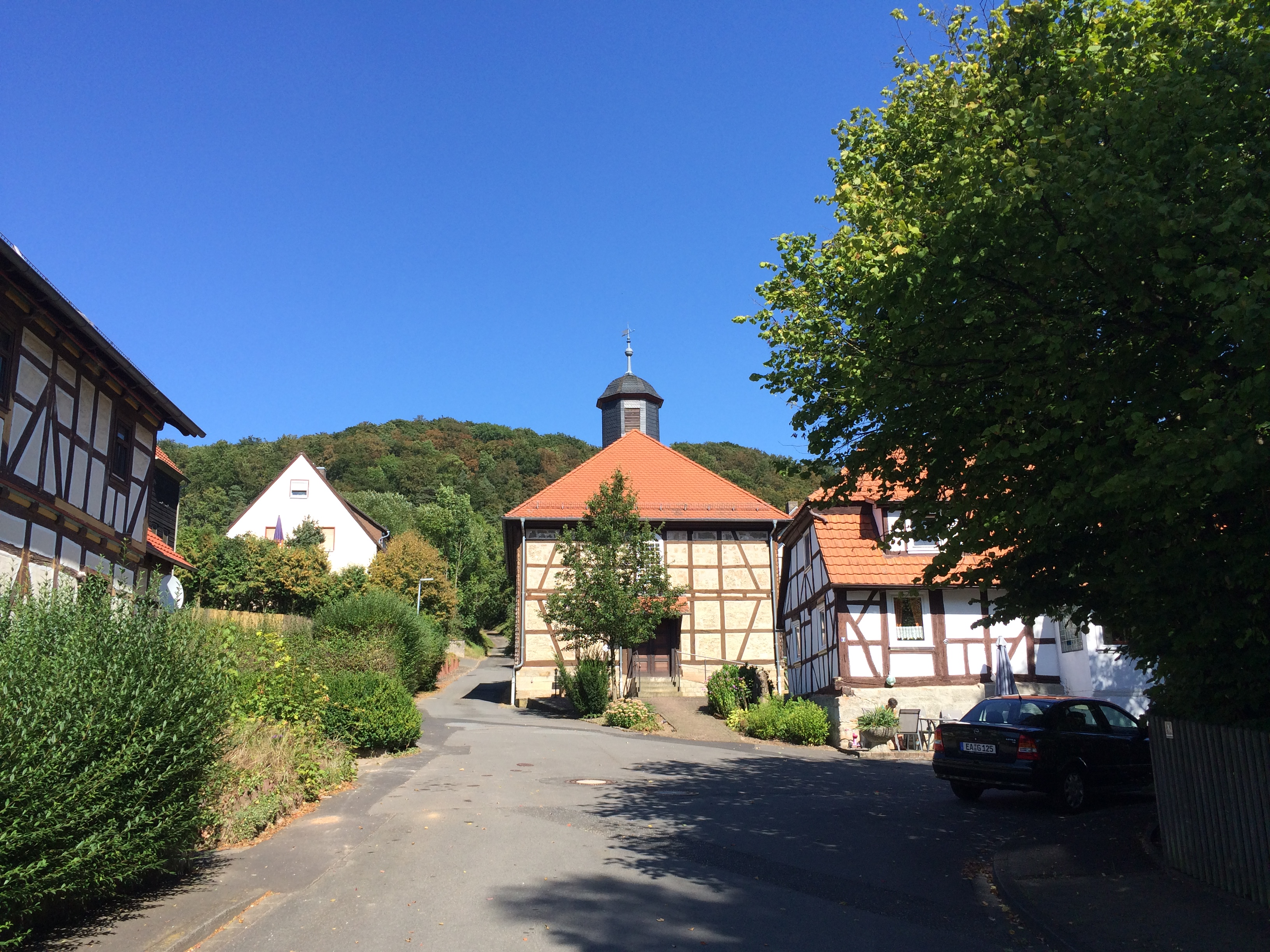
Evangelische Kirche in Markershausen

Die evangelische Kirche Markershausen ist ein denkmalgeschütztes Kirchengebäude in Markershausen, einem Ortsteil der Gemeinde Herleshausen im Werra-Meißner-Kreis  in Hessen. Die Kirche gehört zur Kirchengemeinde Nesselröden im Kirchenkreis Werra-Meißner im Sprengel Kassel der Evangelischen Kirche von Kurhessen-Waldeck.

## Beschreibung
Die erste Kirche wurde 1743 gebaut. Sie wurde 1828 durch eine Fachwerkkirche nach einem Entwurf von Johann Friedrich Matthei ersetzt. Die Einheit aus Altar und Kanzel und die zweigeschossige Patronatsloge für die Familie von Buttlar standen bereits im Vorgängerbau. Aus dem Pyramidendach des Kirchenschiffs erhebt sich ein achteckiger, schiefergedeckter Dachreiter, auf dem eine glockenförmige Haube sitzt. In ihm hängt eine Kirchenglocke, eine buddhistische Glocke, die ein Buttlar aus China mitbrachte und der Kirchengemeinde stiftete.